# Granera
Granera ist ein Ort und eine Gemeinde (municipi) mit 84 Einwohnern (Stand: 2024) in der Comarca Moianès in der Provinz Barcelona in der Autonomen Region Katalonien. 

## Lage
Granera liegt in einer Höhe von etwa 780 m in der Kulturlandschaft Pla de Bages. Barcelona liegt etwa 50 Kilometer südlich vom Ortszentrum. 

## Bevölkerungsentwicklung
| Jahr      | 1960 | 1970 | 1981 | 1990 | 2000 | 2011 | 2021 |
| Einwohner | 126  | 92   | 54   | 58   | 61   | 80   | 85   |

## Wirtschaft
Früher lebten die Einwohner hauptsächlich als Selbstversorger von der Landwirtschaft, zu der auch der Anbau von Wein und die Haltung von Vieh gehörte. Im ausgehenden 18. und frühen 19. Jahrhundert entwickelte sich die Region Pla de Bages zu einem bedeutenden Weinbaugebiet, doch hatten die Gemeinden deshalb ganz besonders unter der Reblauskrise zu leiden. In den letzten Jahrzehnten sind Einnahmen aus dem Tourismus hinzugekommen.

## Sehenswürdigkeiten

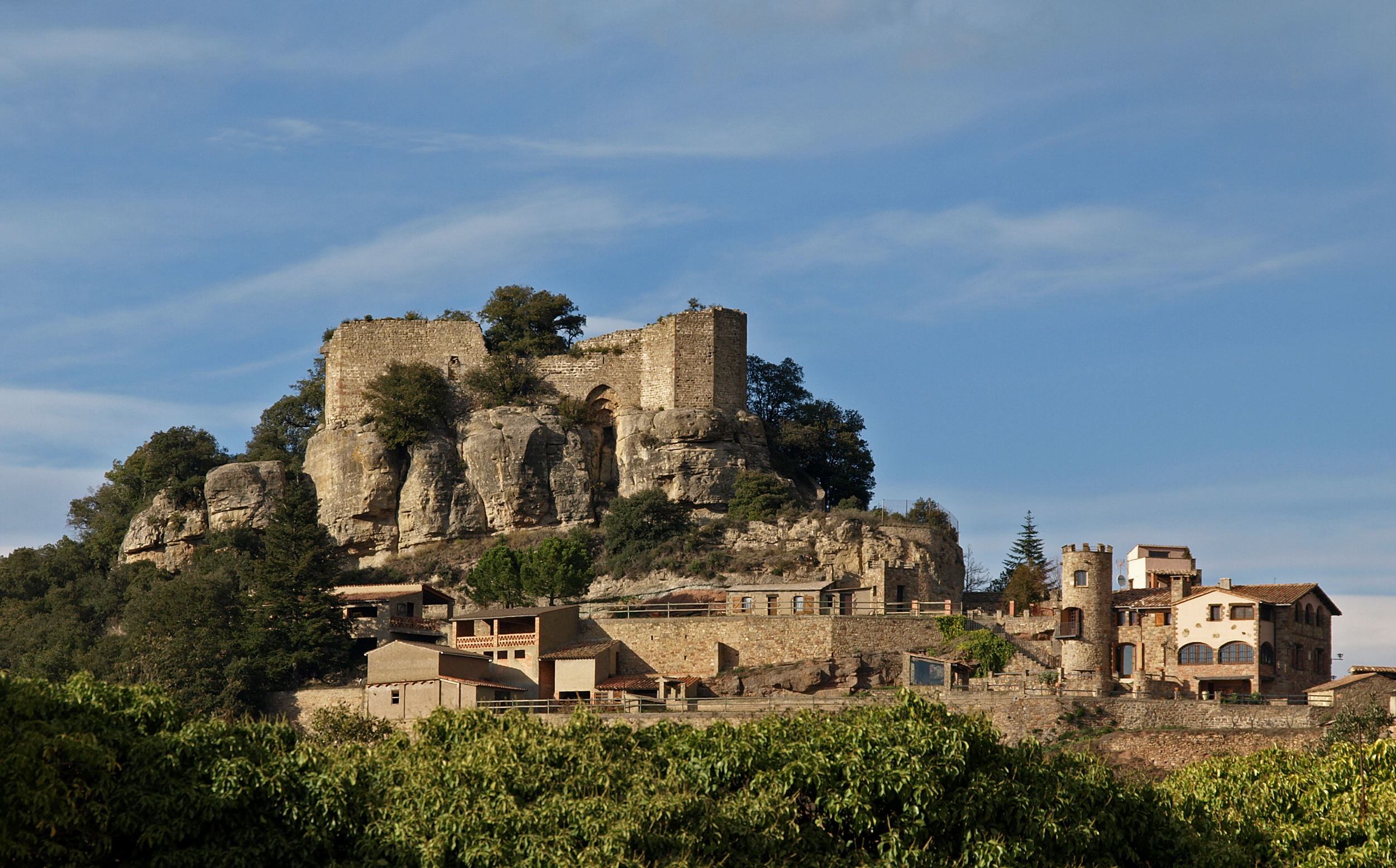
Burgruine
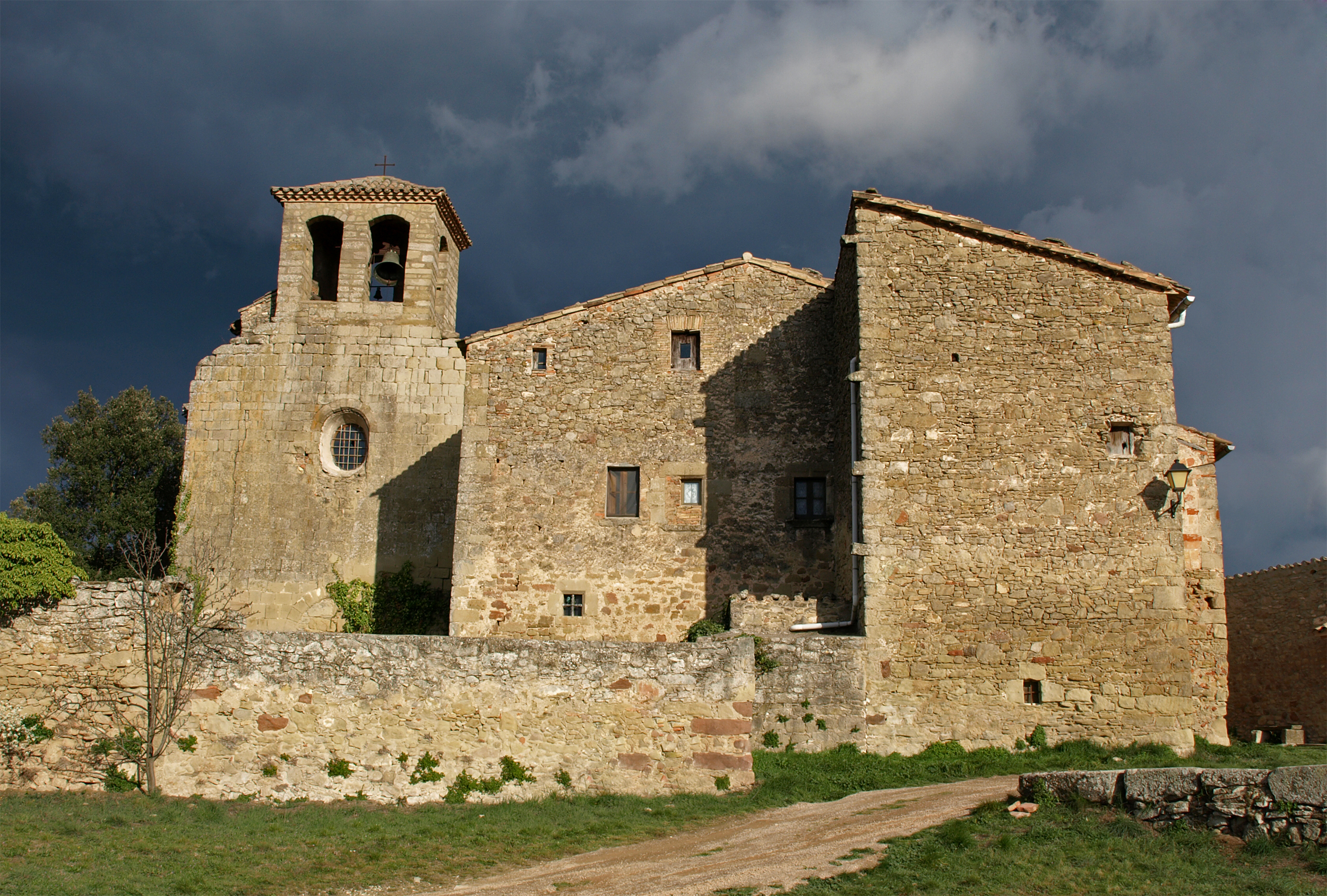
Martinskirche
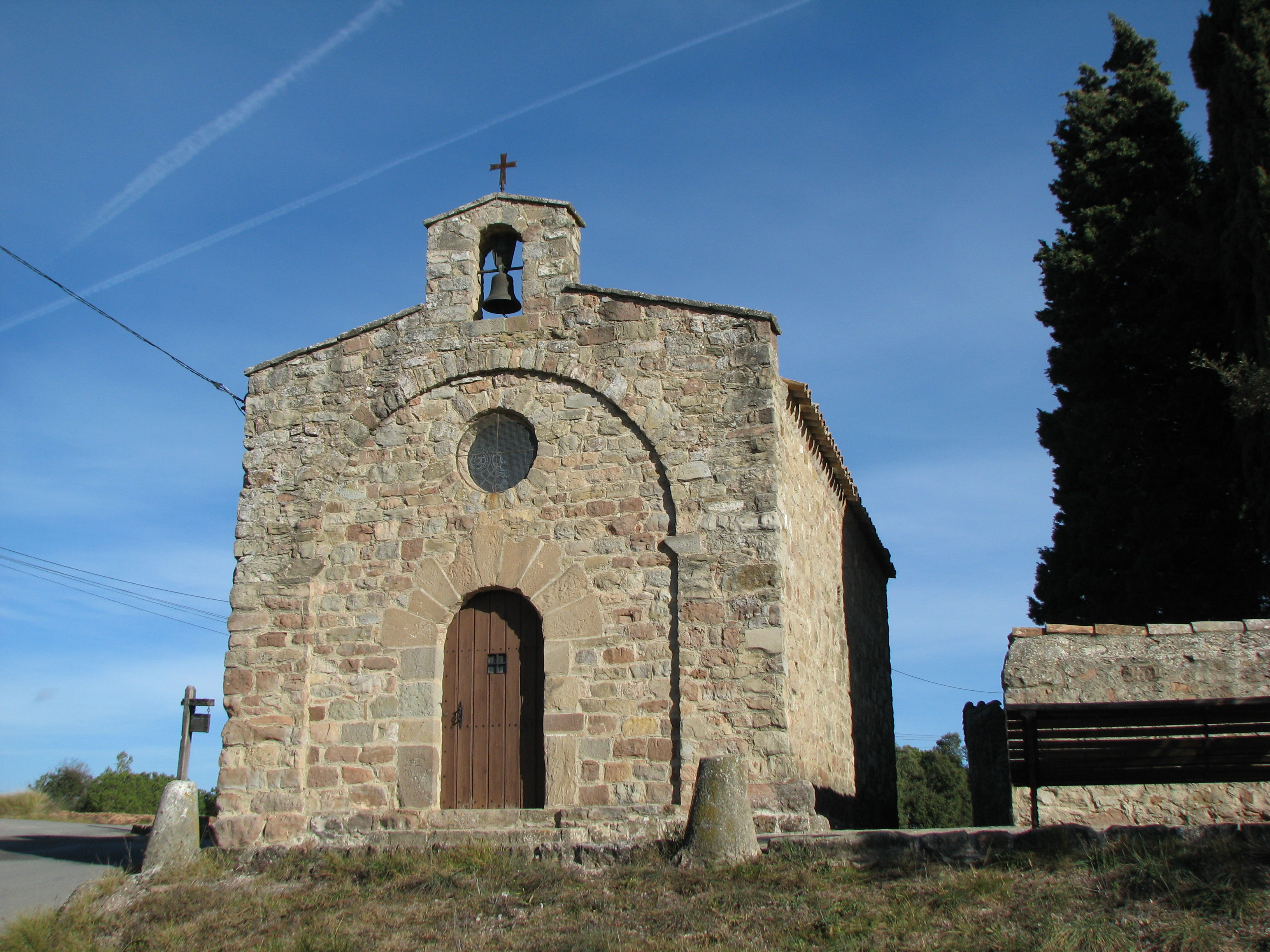
Cäcilienkapelle
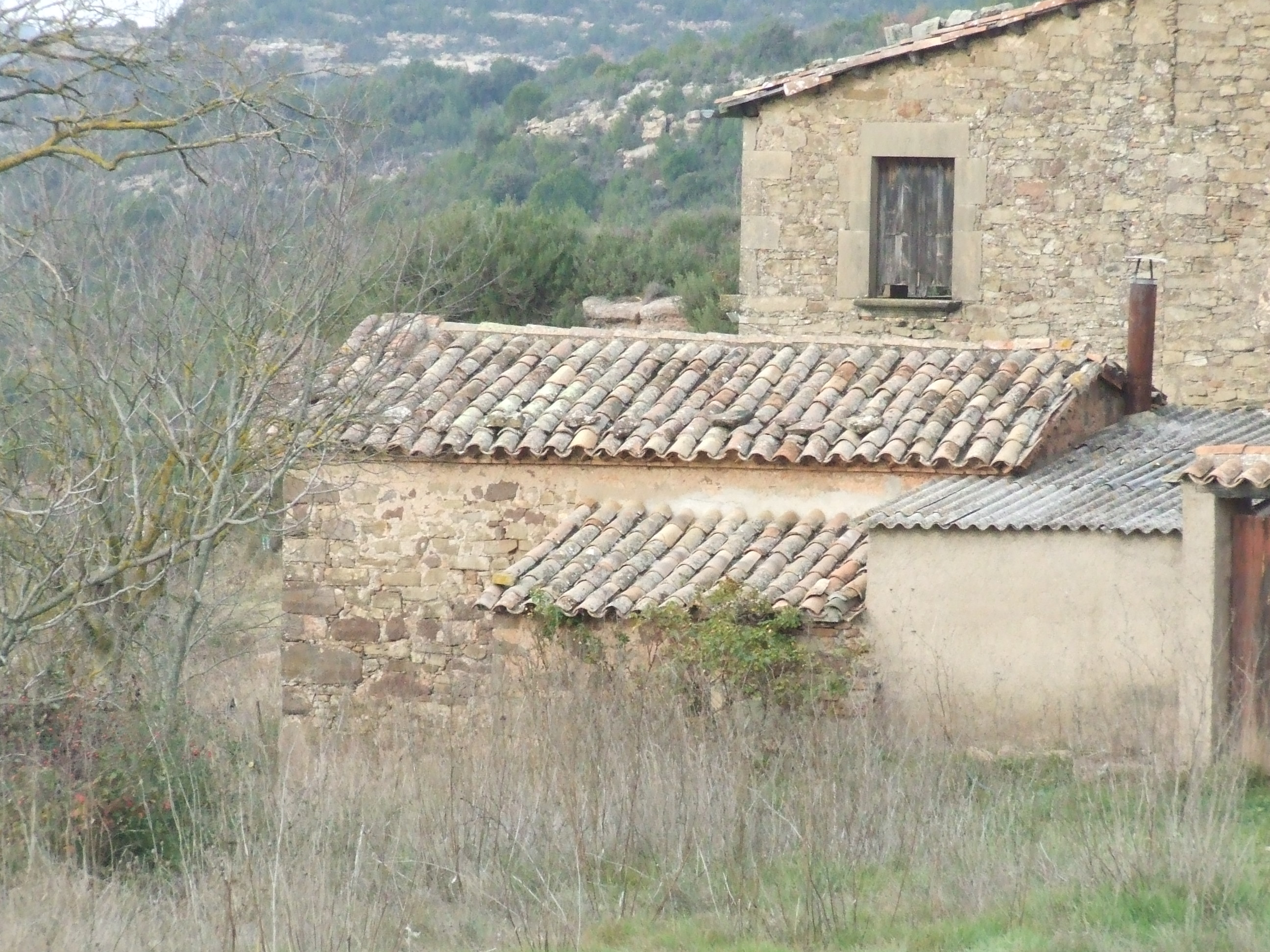
Josefskapelle
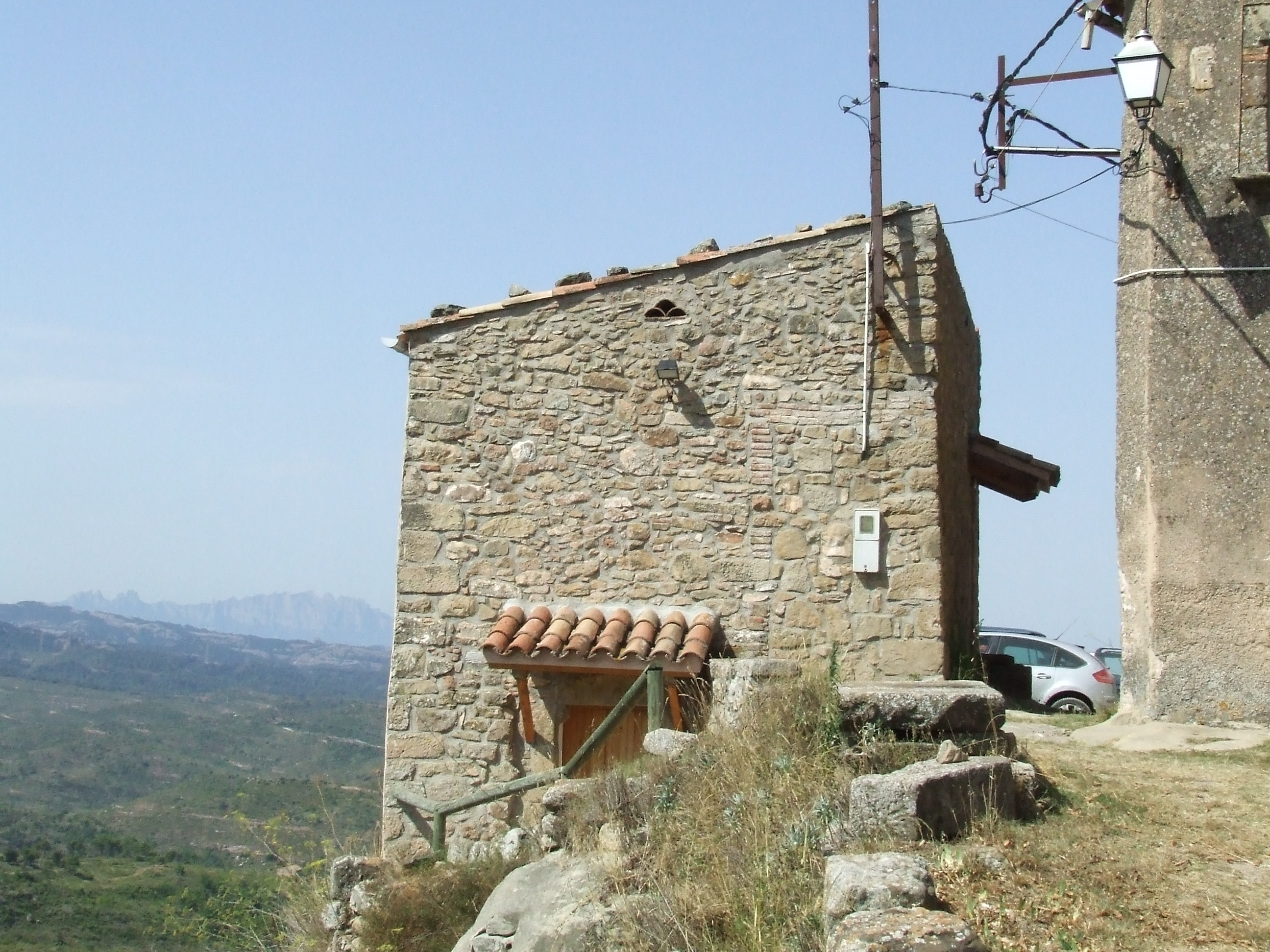
Rathaus

- Burgruine
- Martinskirche
- Cäcilienkapelle
- Josefskapelle
- Rathaus